# Disporella
Disporella is een geslacht van mosdiertjes uit de familie van de Lichenoporidae en de orde Cyclostomatida. De wetenschappelijke naam ervan werd in 1848 voor het eerst geldig gepubliceerd door Gray.

## Soorten
- Disporella alaskensis Osburn, 1953
- Disporella alboranensis Alvarez, 1992
- Disporella algoensis (Busk, 1875)
- Disporella astraea Osburn, 1953
- Disporella borgi Alvarez, 1995
- Disporella boutani Alvarez, 1995
- Disporella brasiliana Winston, Vieira & Woollacott, 2014
- Disporella bullata (MacGillivray, 1887)
- Disporella buski (Harmer, 1915)
- Disporella buskiana (Canu & Bassler, 1928)
- Disporella calcitrapa Winston & Vieira, 2013
- Disporella canaliculata (Busk, 1876)
- Disporella capillata (Kirkpatrick, 1890)
- Disporella clypeiformis (d'Orbigny, 1839)
- Disporella complicata (Haswell, 1880)
- Disporella composita (Waters, 1918)
- Disporella compta Dick, Tilbrook & Mawatari, 2006
- Disporella cookae David & Pouyet, 1986

- Disporella crassa Borg, 1944
- Disporella crassiuscula (Smitt, 1867)
- Disporella cristata (Busk, 1875)
- Disporella densiporoides Moyano, 1982
- Disporella ezoensis Taylor & Grischenko, 2015
- Disporella fimbriata (Busk, 1875)
- Disporella harmeri (Neviani, 1939)
- Disporella hispida (Fleming, 1828)
- Disporella humilis Gordon & Taylor, 2001
- Disporella imperialis (Ortmann, 1890)
- Disporella julesi d'Hondt & Mascarell, 2004
- Disporella minicamera Gordon & Taylor, 2010
- Disporella minima Moyano, 1991
- Disporella minutissima Gordon & Taylor, 2010
- Disporella novaehollandiae (d'Orbigny, 1853)
- Disporella octoradiata (Waters, 1904)
- Disporella ovoidea Osburn, 1953
- Disporella phaohoa Dick, Ngai & Doan, 2020

- Disporella pila Marcus, 1955
- Disporella piramidata Alvarez, 1992
- Disporella plumosa Winston & Hakansson, 1986
- Disporella porosa (Haswell, 1880)
- Disporella pristis (MacGillivray, 1884)
- Disporella robusta Alvarez, 1992
- Disporella sacculus Gordon & Taylor, 2001
- Disporella sagamiensis (Okada, 1917)
- Disporella separata Osburn, 1953
- Disporella smitti (Calvet, 1906)
- Disporella spinulosa Jullien, 1888
- Disporella tridentata (Haswell, 1880)
- Disporella truncata (Philipps, 1900)
- Disporella violacea (Canu & Bassler, 1928)
- Disporella wanganuiensis (Waters, 1887)
- Disporella xianqiureni Liu, Liu & Zágoršek, 2019
- Disporella zurigneae Alvarez, 1992

Niet geaccepteerde soorten:
- Disporella californica (d'Orbigny, 1853) (taxon inquirendum)
- Disporella infundibuliformis (Busk, 1876) (taxon inquirendum)
- Disporella neapolitana (Waters, 1918) (nomen nudum)
- Disporella sibogae Borg, 1944 → Disporella wanganuiensis (Waters, 1887)